# Livens Large Gallery Flame Projector

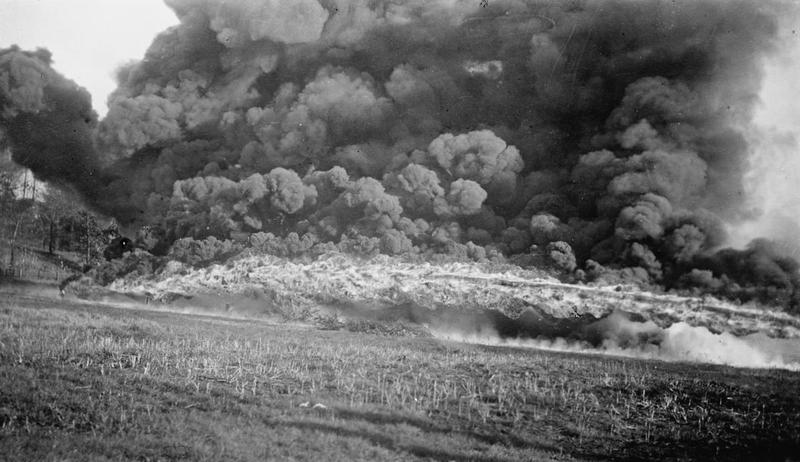
Livens Large Gallery Flame Projector w akcji

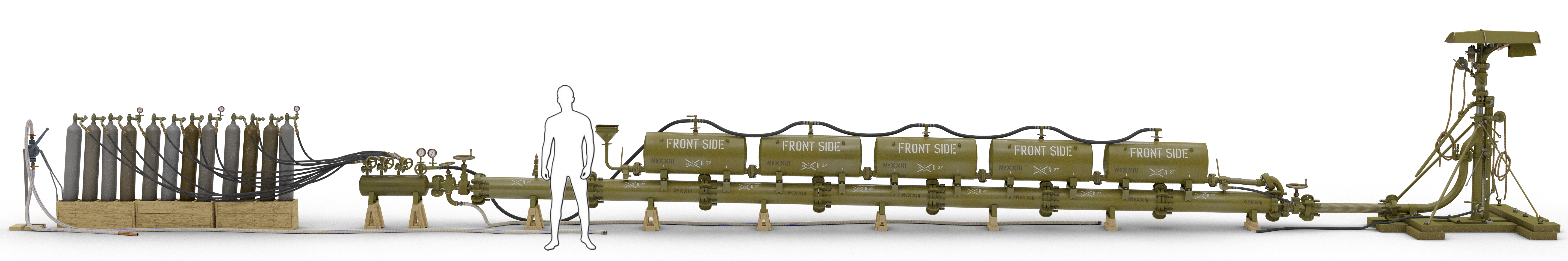
Komputerowa rekonstrukcja wyglądu broni

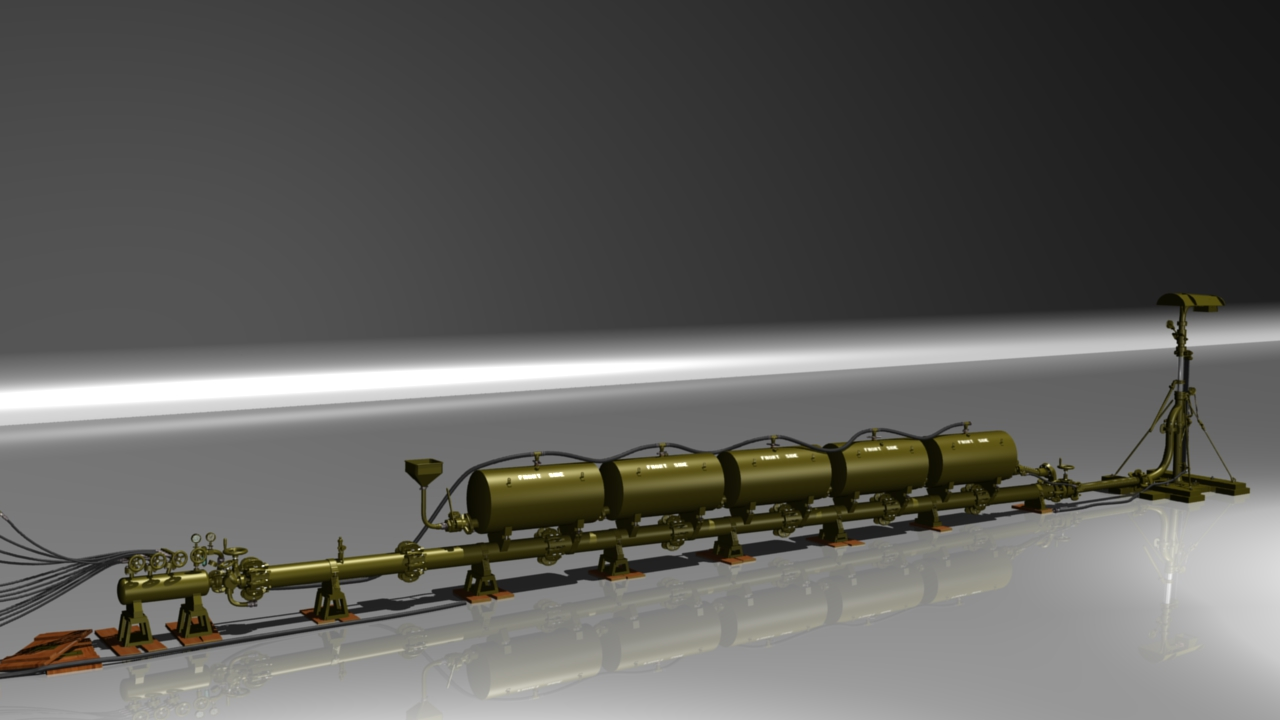
Komputerowa rekonstrukcja wyglądu broni

Livens Large Gallery Flame Projector – brytyjski miotacz ognia z okresu I wojny światowej zaprojektowany przez oficera korpusu Royal Engineers, kapitana Williama Howarda Livensa. Przynajmniej cztery egzemplarze zostały zbudowane w fabryce w Lincoln. Miotacze mierzyły 17 metrów (57 stóp) długości, ich masa wynosiła około 2500 kilogramów.

## Historia
Miotacze zostały zaprojektowane jako „broń strachu” (terror weapon), była używana z płytkich tuneli w pobliżu okopów nieprzyjaciela skąd strzelała promienieniem ognia na odległość ponad 100 metrów (według innego źródła, tylko 40 metrów).  
Miotacze ognia były obsługiwane przez ośmioosobową jednostkę wydzieloną z Royal Engineers Special Brigade, tak zwaną „Jednostkę «Z»” (Z Company), ale do wykopania tunelu i złożenia jednego miotacza potrzebnych było około 300 żołnierzy. Lufa broni miała 14 cali średnicy (około 36 centymetrów) i działała na zasadzie bardzo dużej strzykawki. W położeniu bojowym mogła być wystrzelona trzy razy, każda salwa trwała dziesięć sekund. Miotacz strzelał rozpaloną ropą naftową.
Cztery miotacze ognia Livensa miały zostać użyte 1 lipca 1916 to jest pierwszego dnia bitwy nad Sommą. Dwa z nich zostały uszkodzone przez niemiecką artylerię i nie zostały użyte bojowo, dwa zostały użyte w pierwszym dniu walki i ich przerażający efekt miał poważne znaczenie w sukcesach Brytyjczyków, i bardzo niskich stratach własnych, w miejscach gdzie zostały one użyte.
W 2010 zespół brytyjskich archeologów rozpoczął poszukiwania miotaczy ognia Livensa z nadzieją na odnalezienie ich i zachowanie w muzeum dla przyszłych pokoleń. W maju 2010 w pobliżu Mametz odnaleziono części broni.
Broń została zrekonstruowana w ramach programu telewizyjnego Time Team i jej działanie zaprezentowano publicznie 14 kwietnia 2011.